# マリオカート ツアー
『マリオカート ツアー』（Mario Kart Tour）は、任天堂、DeNA、バンダイナムコスタジオが共同開発し2019年9月25日にリリースされたiOS及びAndroid用レースゲームである。公式の略称は『マリカツ』。

## 概要
本作ではニューヨーク、東京、パリ、ロンドンなど世界の実在する都市を舞台にしたコースや本作から登場するオリジナルコース、歴代のマリオカートシリーズで登場したコースが収録されている。本作では『マリオカートDS』の「ミッションラン」に似た「ボーナスチャレンジ」（詳細は後述）や、『マリオカート ダブルダッシュ!!』の「スペシャルアイテム」を彷彿させる「スペシャルスキル」、『マリオカートWii』以来の登場となる「ハーフパイプ」などが実装されている。

## システム
本作では家庭用版と異なり、レース時はロケットスタートやドリフト、ミニターボ以外は基本的に自動運転である。そのため悪路の走行などもなければ、アクシデントがない限りコース外に落下することもない反面、家庭用版で可能だったショートカットは基本的にはできなくなっている。なお今作ではジュゲムが落ちたカートを持ち上げる描写は無い。
ゲームを開始するにはニンテンドーアカウントが必要で、連携させて「ドライバーズライセンス」を取得する形となっている。また、本作ではいわゆるリセマラを行わなくても、設定の「はじめから遊ぶ」を選択するとセーブデータを削除できる。フレンドは相手のIDを入力することによって申請が可能な他、ニンテンドーアカウントに登録されている自分のフレンドの中から遊んでいる人を自動的に「フレンド候補」として表示する。

### マルチプレイ
世界中のプレイヤーやフレンドや近くの人とオンラインで対戦する。内容は以下のような種類がある。「フレンドや近くの人と」はフレンドや近くの人と行うタイプで、共通の合流コードを入力して遊ぶ。「ふたりでチャレンジ」開催期間中は、「いつものレース」と「ふたりでチャレンジ」が選べるようになっている。「ワールドマッチ」や「ゴールドマッチ」は世界中のプレイヤーとオンラインでレースをするモードである。「ゴールドマッチ」はゴールドパス会員限定で、「ワールドマッチ」とルールが異なる（ルールや内容の一覧は以下の表の通りである）。また、「ウデマエ」と呼ばれるランクが存在する。FランクからSランクまであり、レベルを上げることでランクを上げることができる。対戦はこの「ウデマエ」のランクが近いプレイヤーと対戦することになる。マルチプレイのルールは毎日変わる。なお、待ち時間に1日最大100コイン入手できるが、通信エラーなどで中断した場合、それまでの獲得コインは無効となる。なお、「ゴールドマッチ」は2022年10月のアップデートで無くなり、「バトル」が追加された。

### マシンパーツ
本作ではマシンパーツにもレアリティが存在する。下からノーマル、レア、ウルトラレアの3段階で階級が高いほど初期のベースポイントが高くなり、相性の良いコースが増える。なお、『マリオカート7』や『マリオカート8』、『マリオカート8 デラックス』とは異なりマシンとタイヤの組み合わせが固定されているため、タイヤを個別に選択することはできない。
各パーツにはスペシャルスキルが付与されている。またレベルが上がるにつれ、アクションポイントやポイントブースト等が上がる。

### ポイントとレベル
コースを繰り返し走ったり、ポイントアップチケットを使用したりするとそのアイテムのポイントが上がる。ポイントには上限があるが、ポイントアンロックチケットを使うことでさらにポイントを得ることができる。なお、Miiスーツのポイント上限は所持しているMiiスーツの数によって変化する。
ドカンですでに持っているキャラ、マシン、グライダーが出たり、レベルアップチケットを使うとそのアイテムのレベルが上がる。レベルは1から8まであり、それぞれのレベルに昇格するとそのアイテムが強化される。

### チャレンジ
ゲーム内で課されるミッションのようなもの。クリアするとグランドスターやピンバッジなどが入手できる。また、デイリーチャレンジ、トータルポイントチャレンジを除く全てのチャレンジがビンゴ形式になっている。ビンゴになるとコインを入手でき、全てビンゴになるとルビーなどのアイテムが入手できる。

### ギフト
ログインボーナスや、ツアーを進めると出現するプレゼントボックスなどから入手できる。ただし、プレゼントボックスはグランドスターが一定数以上ないと受け取ることはできない。基本的に内容はコインやルビー、チケットなどであるが時折キャラやマシンパーツも入っていることがある。後述のゴールドパスによる「ゴールドギフト」ではウルトラレアのキャラやマシンパーツも含まれる。全てのギフトを入手した後に新たにグランドスターを獲得した場合、グランドスター1個につき100コインが交換される形でプレゼントされる。

### ショップ
本作では、主にショップを利用して課金を行う。「スペシャルオファー」と称したキャラクターごとのパックやルビーなどを販売している。さらにショップでは「今日のラインナップ」として日替わりでレベルアップチケットやキャラクター、マシンパーツの交換もできる（ただし交換には収集したコインが必要）。ただしツアー限定のキャラクターやマシンパーツ、一部のレアとウルトラレアのキャラクターやマシンパーツとは交換できない。

### コインラッシュ
コインを稼ぐためのモードとなる。コインの欄をタップすることで挑戦が可能となり、2倍、6倍、10倍の3種類の倍率が用意されている。ただしチケットかルビー（2倍はコインラッシュチケットかルビー5個、6倍はコインラッシュチケット3枚かルビー15個、10倍はコインラッシュチケット5枚かルビー25個）の消費が必須となる。使用コースはツアーによって異なる（上述）。キャラクターとマシン、グライダーの組み合わせは全ツアー共通で固定（ゴールドマリオ、ゴールドカート、ゴールドカイト）。

### Mii
「Miiツアー⑴」からMiiが使用可能になったことに伴い、Miiの管理を行うことができるようになった。Miiの追加は、ニンテンドーアカウントと接続し、作成したMiiを追加することができる。またMiiの追加とシェアで自分の作ったMiiを他のプレイヤーと共有することができる。共有するにはそれぞれのMiiに付けられているMii番号（マリオカートツアーアプリ内で有効）を入力する必要がある。Miiは10個まで追加できる。それに加え「Mii管理」では自分が所有している「Miiスーツ」を確認することができる。なお「Miiスーツ」を使用するにはそれぞれのスーツに対応するMiiをデフォルトのMii（111種類）か追加したMiiから選ぶ必要がある（別の「Miiスーツ」でMiiが重複してもよい）。

### ドライバーランク
レースに勝利することで昇格するランク。ランクが上がるごとにゴールポイントが増加したり、コインやルビーなどのランクアップギフトを入手することができる。レースの順位によってゲージが変動し（1〜3位は昇格、4位は残留、5位以下は降格。）、ゲージが100％に達すると次のランクに昇格する（ただし上限はランク400）。

## キャラクター
本作ではキャラクターにレアリティが存在する。下からノーマル、レア、ウルトラレアの3段階で階級が高いほど初期のベースポイントが高くなり、相性の良いコースが増える。また、ドカンやギフトなどで被った場合、レベルアップ用のゲージが溜まる（最大値はLv8）。またレベルによって得意コースが増えたり、スペシャルスキルがパワーアップしたりする。
また、キャラクターは、全200キャラ（ノーマルが15キャラ）（レアが53キャラ）（ウルトラレアが132キャラ）、Miiスーツは、全65スーツある。
アップデートで追加されたキャラクターの大半は色違いや衣装違いなどのバリエーションで、エンブレムも元のキャラと同一のものが使われている。「新キャラクター」は本作で初めて使用可能になったキャラクター（色違い、バリエーションキャラクターを除く）を指す。
本作で登場するほとんどの既存キャラクターのボイスやジャンプアクションなどのモーションは『8』や『8DX』のものが使用されている。
ツアーを進める際のカップ名にキャラの名称（基本的には恒常入手可能なキャラ）が使われているが、該当するキャラはそのカップ内のコースでカップボーナスとして「得意なコース」や「とても得意なコース」にパワーアップする。

### Miiスーツ
「Miiツアー⑴」でMiiが使用可能になり、それに着用させる「Miiスーツ」がキャラと同様の役割を果たすようになった。現時点で「Miiスーツ」は全てウルトラレアキャラと同様の扱いであるが、レベルアップ時にとても得意なコースに追加されるコースの数など、通常キャラとは異なる仕様になっている箇所もある。「マリオカート8」「マリオカート8 デラックス」に登場するデザインを流用しているものと本作が初登場のMiiスーツがある。また、本作初登場の一部のMiiスーツが「マリオカート8 デラックス」ver.3.0.0にて追加された。

## アイテム
本作ではキャラクターごとに設定されたコースとの相性に応じて、最大3つのアイテムを所持できる。また、1レースにつき1回のみ消費アイテムである「アイテムチケット」を使用し、アイテムを入手可能である。アイテムチケットを使用した場合、通常のアイテムボックスを通過した時より、入手までのタイムラグは短く、所持アイテムが1つでも残っている状態ではアイテムチケットは使用できない。3つ同時入手が可能なキャラで同じアイテムが3つ揃うと、一定時間無敵状態になり、さらにアイテムを連続で使用できる「アイテムフィーバー」が発生する。アイテムフィーバーの発生確率は下位・後の周回のほうが高く、使用キャラクターのレアリティ・レベルに応じてフィーバー確率の上乗せ補正がかかるが、2回連続での発生・2人以上同時での発生はない。また、今作ではコインとクッパこうら、ギガボムへいを除いてすべてのアイテムをカートの後方に付属できるが、一部のアイテムはこうらなどの防御に使用することができない。
スペシャルスキル
本作では通常のアイテムの他に、キャラクターごとに限定のスペシャルスキルという特別なアイテムが存在する。
「1stアニバーサリーツアー」、「スノーツアー」のアップデートで、キャラのレベルが一定（ノーマルはLv7、レアはLv5、ウルトラレアはLv4）に達するとスペシャルスキルの効果がパワーアップするようになった。

## コース
本作ではセクション制のコースや一部のコースを除き、原則2周で終わるようになっている。また、コースを逆走する「R」コースや、金網が配置されルートが変化した「X」コース、この2つの要素を合わせた「RX」コースといったバリエーションがある。
実在の都市をモチーフにした「都市コース」などの新規コースは、その他のコースと異なり期間限定コースであるため、一度メインコースとしてツアーに登場すると、次回のツアーからは基本的に当面の間登場しない。

## レースモード
シングルレースの方式には以下のモードがある。
通常モード
8人のプレイヤーで戦う通常のレースモード。ccは50ccから200ccまであり、数値が大きくなるほどスピードが速くなり、ゴールポイントも高くなる（ただし200ccはゴールドパス加入者限定で、ゴールポイントは150ccと変わらない）。ゴールポイントに応じてグランドスターを得ることができる（最大5個）。また、「VSツアー」などの一部のツアーでは団体戦で戦うこともある。
オートモード
自動で走るモード。好きなカスタムを選べば、ランダムに選出された7人のキャラとともに自動で走る様子を見ることができる。走り方のフォーメーション（全6種類）を変更したり、好きなタイミングで一時停止して撮影したり、キャラクターを変更したりするなど、通常レースとは一味違った視点で楽しめる。「ピーチVSデイジーツアー」のアップデートでは、セピアや白黒など7種類のフィルターが追加され、「プリンセスツアー」では、「イラスト」フィルターが追加された。レースの雰囲気を変えることができるようになった。また、オートモードで走ってもコインやメダルを収集できたり、ポイントを上げたりすることができる。
バトル
「バトルツアー⑴」から導入。プレイヤー全員が「ふうせん」を身につけ、お互いのふうせんを割り合って勝負する。風船のデザインは変更可能。
ボーナスチャレンジ
先述の「ミッションラン」に近い要素で、通常とは異なった条件で走る。ボーナスチャレンジの種類は以下の通りである。なお、指定された数値は、グランドスターを1個入手するための最低目標である（最大で3個入手できる）。「大逆転レース」、「VS巨大○○」、「ベストショットをねらえ」以外のチャレンジは予め指定されたキャラ、マシン（スケルトン）、グライダー（スーパーカイト）で挑戦する。
| 名称                     | 初実施ツアー   | 内容 | 周数    | グランドスター取得の条件   |
| ------------------------ | -------------- | --- | ------- | -------------------------- |
| ロケットスタート！       | ニューヨーク   | 文字通り「ロケットスタート」を成功させればクリアとなる。 カートが止まった地点で終了となる。 | -       | 取得ポイント               |
| くぐってリング           | ニューヨーク   | コース上に設置されたリングを、指定されたリング数をくぐる、もしくは触ればクリアとなる。 | 1周     | くぐった（触れた）回数     |
| きめろジャンプアクション | ニューヨーク   | 指定された回数分ジャンプアクションをこなすことでクリアとなる。 指定コース自体もチャレンジクリアしやすくなるよう変更されている。 | 1周     | ジャンプアクションの回数   |
| 大逆転レース             | ニューヨーク   | コースの途中から最下位（8位）の状態で開始する。 アイテムを駆使して「逆転」し1位になることが目的となる。 | 約1周半 | 1位でゴールした時のcc数    |
| たおせクリボー           | ニューヨーク   | 指定された分のクリボーを倒せばクリアとなる。 | 1周     | クリボーを倒した数         |
| はばたけグライダー       | ニューヨーク   | 指定コースのマップから少し離れたところで実施され、ギミックを利用してグライダーでの飛距離を伸ばすことが目的となる。 着地もしくは落下した時点で終了となる。 | -       | 飛距離                     |
| クラッシュするな         | ニューヨーク   | 何にもぶつからずにゴールすることでクリアとなる。 衝突すると風船が割れるようになっている（風船が割れた直後にクラッシュしてもカウントされない場合がある）。 3個の風船が割れた時点で終了となる。                                                                                                  | 1周     | クラッシュした数           |
| VS巨大●●                 | ニューヨーク   | 巨大化したキャラクターと通常レース形式で対決する。 衝突すると転倒扱いになってしまう。 巨大化したキャラクターの他に通常のサイズのキャラクターが参戦する場合もあり、その場合も1位でゴールしないとクリアとはならない。 また、次回ツアーの「ドカン」で出現する新キャラクターが登場する場合もある。 | 2周     | 1位でゴールした時のcc数    |
| ふんづけろ ちびカロン    | ニューヨーク   | ちびカロンを指定された数だけ踏み潰す。 | 1周     | 踏みつぶしたカロンの数     |
| こわせアイテムボックス   | ニューヨーク   | 指定された分だけアイテムボックスを壊すことでクリアとなる。 コイン入りのものが多いが、一部アイテムが入っている場合もある。 | 1周     | 壊したアイテムボックスの数 |
| タイムアタック           | ハロウィン⑴    | 指定されたコースをなるべく早くゴールする必要がある。 スタート時にダッシュキノコが2個支給されるため、ショートカットが可能である。 | 2周     | ゴールするまでの時間       |
| コンボアタック           | 2019ファイナル | 指定されたコンボ分だけ繋ぐことでクリアとなる。 アクション数が多いほどクリアが着実になる。 なお、使用されるコースは各コースの「X」コースである。 | 1周     | 連続した最大コンボ数       |
| 時間内にたおせ！         | ウィンター⑵    | 決められた時間内に、アイテムを駆使して敵を倒す。 自分か相手の風船が全て割れるか（プレイヤー自身は3回、敵は7回ダメージを与えられると全て割れる。）、制限時間を経過した時点で終了となる。 なお、風船の色はランダムで変化する。                                                                   | 約1周   | 残り時間                   |
| ベストショットをねらえ   | ヨッシー⑵      | オートモードの写真撮影機能を使用したチャレンジ。 3つの条件が出されるため、それに合致した写真を撮影する必要がある。 なお、1周した時点で終了となる。 | 1周以内 | クリアした条件の数         |
| ねらってグライド         | バトル⑴        | 的を壊してポイントの数がどれだけあるかが目的となる。 着地もしくは落下した時点で終了となる。 | -       | 獲得ポイント数             |
| 大逆転レース100          | ウィンター⑶    | コースの途中から最下位（100位）の状態で開始する。 アイテムを駆使して逆転し1位になることが目的だが、制限時間内に到達できなかった場合即終了となる。 なお、10人抜かすと制限時間がリセットされる。                                                                                                 | -       | 時間切れの時の順位         |

## 課金要素
ゴールドパス
ゴールドパスに加入することによりレースの際に200ccが選べるようになるなどの6つの特典が得られる。なお初回利用時は2週間無料で体験できる。また、2019年12月19日16:00から2019年12月27日14:59の間でゴールドパス所持者を対象にマルチプレイベータテストが行われた。
スペシャルオファー
スペシャルオファーには以下の種類がある。各オファーの購入回数には上限がある。
- 〇〇〇パック（ルビー150個）･･･ルビー150個と各チケットがセットになったパック。
- 〇〇〇パック（ルビー70個）･･･ルビー70個と各チケットがセットになったパック。
- 〇〇〇パック（アイテムのみ）･･･特定のツアーで販売されるパックで、ウルトラレアアイテム1個が購入できる。価格はパックにより異なる。
- お得パック･･･ルビー6個と各チケットがセットになったパック。
- 〇〇〇ポイントアップチケット10枚セット･･･キャラ、マシン、グライダーいずれかのポイントアップチケットが10枚セットになったパック。

ルビー
3個から135個まで購入できる。個数が増えるにつれ価格は高くなるが、単価は安くなる。「バトルツアー⑴」で購入できるルビーの数と価格が変更され、また「ヨッシーツアー⑷」の後半の火曜日に変更された。
プレミアムチャレンジ・プレミアムチャレンジ＋・プレミアムチャレンジ＋＋
シートを購入することでチャレンジが進められ、アイテムを入手できる。ただし1回のみ購入できる。「ヨッシーツアー⑷」の後半の火曜日に、プレミアムチャレンジ＋＋の価格が変更された。

## 配信

### 配信前
2018年2月1日に任天堂公式X（旧Twitter）アカウントより本タイトルを開発中、2019年3月までに配信するという発表があり、2月8日のDeNAの決算説明会にて任天堂とDeNAの共同開発タイトルであること、基本無料で提供されることが公表された。
2019年1月31日に品質向上と配信後のサービス内容の拡充を理由に2019年夏に延期すると発表した。2019年5月から6月にかけてAndroid向けにクローズドβテストが行われた。
2019年8月27日に、配信日が2019年9月25日であることが発表された。
後述のドカンに含まれるガチャ要素が違法なルートボックスであると賭博委員会によって見なされたため、ベルギーでは配信されていない。

### 配信後
2019年9月25日の配信後1日で2000万ダウンロードを記録し、最初の1週間で9000万ダウンロード、30日間で1億2390万ダウンロードに達した。これまで任天堂がリリースしたモバイルゲームの中で最も成功した作品となり、30日間でのダウンロード数の記録はNianticがリリースした『Pokémon GO』の1億6300万に次ぐ2位（2019年時点）となった。
2023年9月11日に、10月4日から開催予定の「バトルツアー⑵」以降のツアーからは、新たなコース、キャラクター、マシン、グライダーの追加を終了すると発表した。